# Wjatscheslaw Wjatscheslawowitsch Malzew

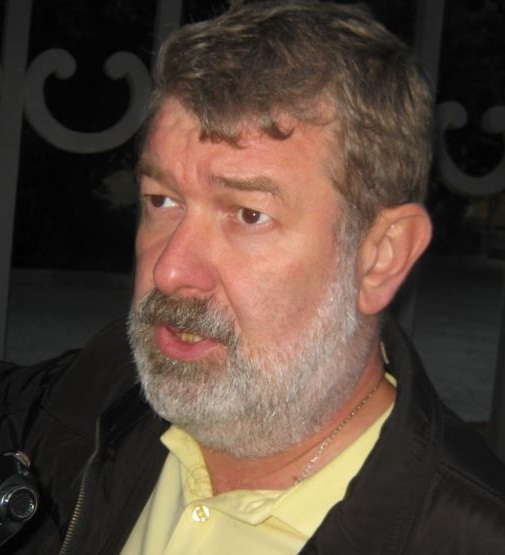
Wjatscheslaw Wjatscheslawowitsch Malzew

Wjatscheslaw Wjatscheslawowitsch Malzew (russisch Вячеслав Вячеславович Мальцев; * 7. Juni 1964 in Saratow, Sowjetunion) ist ein russischer Politiker mit gemäß eigener Aussage nationalistischer Ausrichtung, der sich populistischer Methoden bedient. Bekanntheit erwarb er vor allem als populärer Videoblogger mit einem Youtube-Kanal, der über 100 000 Abonnenten zählte.

## Positionen
Seit 2013 hatte Malzew eine „Revolution“ angekündigt. Er gilt als scharfer Kritiker von Wladimir Putin und ist Mitglied der politischen Partei Parnas. Im Mai 2016 gewann er – mit allerdings nur 5471 Internetstimmen – die Vorwahlen von Parnas, vor allem dank der Unterstützung der zahlreichen Anhänger seines Youtube-Videoblogs „Artpodgotovka“ / Plochie novosti (zu deutsch „Artillerievorbereitung“ / Schlechte Nachrichten). Bei den Dumawahlen 2016 trat er mit dem Slogan „Aufhebung der volksfeindlichen Gesetze / Friede mit der Ukraine / Amtsenthebung gegen Putin“ an.
Malzew wurde von der russischen Polizei am 13. April 2017 in Saratow festgenommen. Er erlitt daraufhin einen Herzinfarkt. Im Juli 2017 soll er Russland verlassen haben, um der weiteren Strafverfolgung zu entgehen.
Da Malzew für seine revolutionären Aktionen den 5. November 2017 als Datum genannt hatte, wurden in ganz Russland Anfang November 2017 Anhänger Malzews festgenommen. Mindestens fünf davon wurden angeklagt, einer floh ins Ausland. Julija Latynina fragte sich anhand der Tatsache, dass in Russland alle möglichen Internetseiten gesperrt würden unter anderem, warum die Seite von Malzew erst fünf Tage vor dem Datum gesperrt wurde. Der einzige Nutznießer sei der FSB gewesen bei allem, was Malzew gemacht hätte.

## Kritik
In der ohnehin schon zerstrittenen russischen Opposition führte die Nominierung des umstrittenen Malzew zu großer Kritik. Die Vorwahlen der Partei Parnas, der nach verschiedenen Quellen einzigen zu den Dumawahlen zugelassenen Partei, die nicht systemtreu ist – dies dank des Mandats des ermordeten Boris Nemzow, der einen Sitz im Parlament von Jaroslawl innehatte, wodurch Parnas automatisch berechtigt war, an den Dumawahlen teilzunehmen – waren ursprünglich als Vehikel gedacht, um auch Mitglieder von nicht zu den Wahlen zugelassenen Parteien eine Kandidatur zu ermöglichen. Dazu zählten die Fortschrittspartei von Alexei Nawalny, oder die Partei des 5. Dezember (Konstantin Jankauskas, Roman Dobrochotow) sowie unabhängige Politiker. Aufgrund einer mangelhaften technischen Organisation der Vorwahlen im Internet, sowie Streitigkeiten zwischen den Exponenten der Fortschrittspartei und Parnas, endeten die Vorwahlen in einem Fiasko; die Wählerzahl war enorm niedrig. So konnte Malzew den 1. Platz erringen – den 1. Platz auf der endgültigen Liste behielt sich der Präsident von Parnas und ehemalige Premierminister Michail Kassjanow vor – und wurde am Parteitag als Listennummer 2 der russlandweiten Liste bestätigt.
Ilja Jaschin meinte in seiner Stellungnahme, dass ihm der Auftritt von Malzew die Augen geöffnet habe: „Er brauchte nur den Mund aufzutun, und es öffnete sich eine übelriechende Kloake“. Hervorgerufen hatte die Kritik von Jaschin die Stellungnahmen von Malzew zur freimaurerischen Weltverschwörung, zur jüdischen Mafia, die die Gesundheitsversorgung in Russland kontrolliere, und mit Ausfälligkeiten gegen andere Mitglieder derselben Oppositionspartei wie Wladimir Kara-Mursa. Jaschin nannte ihn ferner eine lächerliche Karikatur von Wladimir Schirinowski.

## Trivia
Im November 2022 wurde Malzew vom russischen Justizministerium als „Ausländischer Agent“ eingestuft.